# Karen Karapetjan
Karen Karapetjan (* 14. srpna 1963 Stěpanakert) je arménský politik, představitel Republikánské strany Arménie. Od roku 2016 do 17. dubna 2018 a dočasně i od 23. dubna do 8. května 2018 zastával funkci předsedy vlády.

## Život a kariéra
V letech 1980–1985 studoval na Fakultě aplikované matematiky Jerevanské státní univerzity. V devadesátých letech začal působit v energetické sféře; v letech 1996–2001 působil ve vrcholových orgánech arménské státní energetické společnosti Armenergo (od roku 1998 jako její generální ředitel), v roce 2001 byl krátce náměstkem arménského ministra energetiky, pak se stal předsedou představenstva a CEO v státním plynárenském podniku ArmRosGazprom, v němž působil až do roku 2010.
V roce 2010 získal doktorát z ekonomie. V období 2010–2011 byl starostou arménského hlavního města Jerevanu. V letech 2011–2016 zasedal v orgánech různých subjektů ruského plynárenského holdingu Gazprom. Dne 13. září 2016 byl jmenován arménským premiérem, a to po rezignaci Hovika Abrahamjana, jehož vláda odstoupila v důsledku poklesu ekonomiky, občanských nepokojů a napětí v sousedním separatistickém regionu Náhorní Karabach.
Je ženatý a má tři děti.